# Macrostylophora fimbriata
Macrostylophora fimbriata är en loppart som först beskrevs av Jordan et Rothschild 1921.  Macrostylophora fimbriata ingår i släktet Macrostylophora och familjen fågelloppor. Inga underarter finns listade i Catalogue of Life.